# Vispoort (Zwolle)

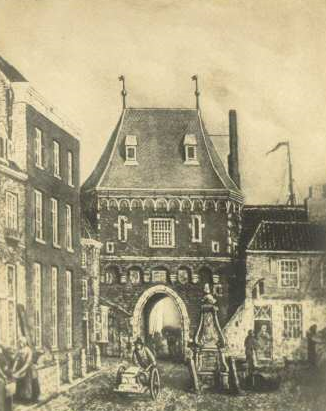
Vispoort op een prent uit 1840.

De Vispoort is een voormalige stadspoort in de stadsmuur van Zwolle. De in 1498 gebouwde poort was gelegen tussen de Wijndragerstoren en de Steenpoort. In 1844 werd de poort afgebroken.

## Fotogalerij

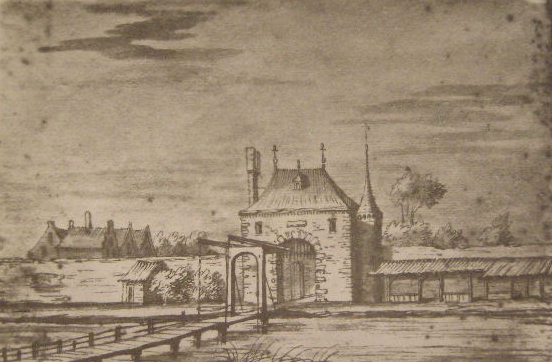
Vispoort op een prent uit 1627

Poorten: Diezerpoort · Kamperpoort · Luttekepoort · Rode Toren · Sassenpoort · Steenpoort · Vispoort · Waterpoort

Bestaande torens: Pelsertoren · Wijndragerstoren · Zwanentoren